# Menguer
Menguer est un village de la Région de l'Extrême-Nord du Cameroun, dépendant du département du Diamaré dans la commune de Meri et le canton de Doulek.

## Localisation
Le village de Menguer est localisé à 10°48' et 14°09', sur la route de Doulek à Manzalla avant une piste piéton.

## Population
La population du village Menguer lors du dernier recensement de 2005 était estimée à 707, soit 363 hommes (51,34 %) pour 344 femmes (48,66 %). Cette population représente 0, 81 % de la population de la commune de Méri estimée à 86 834 habitants.

## Éducation
Menguer a une école publique de niveau 3 depuis l’année 2000. L’état général des bâtiments est jugé passable, avec des latrine aménagées, mais il manque des points d’eau, une clôture, un système d’assainissement et de reboisement…. La présence des structures de gestion (Association des parents d’élèves et Conseil d’établissement) est effective.

## Initiatives de développement
Les principaux projets concernant la localité de Menguer dans le plan communal de développement concernent le secteur éducatif avec la construction de la clôture, de logements d’astreinte, de salles de classe ; l’équipement en table-bancs, armoires, bureaux de maître, l’aménagement de points d’eau.